# 武神館

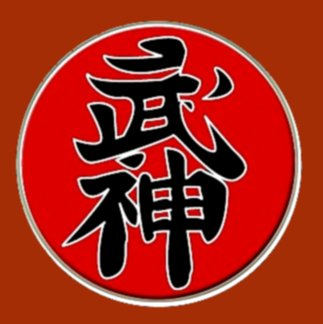
武神館のロゴ

武神館（ぶじんかん）は、日本の古武術の道場。忍術、体術、武器術と幅広い武術を教えている。

## 概要
創設者は初見良昭。初見は、「蒙古の虎」と呼ばれ武術の達人だった高松寿嗣に師事し、15年間の修行を経て1958年（昭和33年）に九流派を受け継いだ。その後1970年代に千葉県野田市で武神館を起こした。
今では世界50か国に道場が存在し、多くの門下生がいる。なお、各地に開かれている道場のうち、野田市の本部道場以外は、五段以上で士道師と宗家に正式に認められている者が、各々で責任を持って開いているものである。基本的に他の支部道場との直接的な関係はない。
武神館の武術は実戦的であり、門人には世界各国の軍人や警察関係者も多い。多くの武器を用いた練習も行っている。普通は古流武術では教えない対拳銃用の技や拳銃を用いた場合の技も仮想敵対処として教えているため、一般市民が銃を持つ日本以外の文化圏の国でも護身術としても人気がある。

## 流派
下記の九つの流派を組み合わせて教えている。
- 戸隠流忍法体術
- 玉虎流骨指術
- 九鬼神伝流八法秘剣術
- 虎倒流骨法術
- 神伝不動流打拳体術
- 高木揚心流柔体術
- 義鑑流骨法術
- 玉心流忍法
- 雲隠流忍法